# Meeksi
Meeksi è un comune rurale dell'Estonia meridionale, nella contea di Tartumaa. Il centro amministrativo è l'omonima località (in estone küla).

## Località
Oltre al capoluogo, il comune comprende un borgo (in estone alevik), Mehikoorma, e altre 8 località.
Aravu - Haavametsa - Järvselja - Jõepera - Meeksi - Meerapalu - Parapalu - Rõka - Sikakurmu